# تيل برونر
تيل برونر (بالألمانية: Till Brönner)‏ (و. 1971 – م) هو ملحن، وعازف جاز، وأستاذ جامعي من ألمانيا. ولد في فيرزن.

## وصلات خارجية
- تيل برونر على موقع IMDb (الإنجليزية)
- تيل برونر على موقع ميوزك برينز (الإنجليزية)
- تيل برونر على موقع أول ميوزيك (الإنجليزية)
- تيل برونر على موقع ديسكوغز (الإنجليزية)
- تيل برونر على موقع قاعدة بيانات الفيلم (الإنجليزية)